# Schwannoma
Lo schwannoma, detto anche neurinoma, è un tumore benigno originato dalle cellule di Schwann dei nervi cranici e spinali.
A livello spinale, il neurinoma cresce all'interno della dura madre ed è uno dei tumori extra-midollari più frequenti.

## Genetica
In tutti gli schwannomi è assente la proteina merlina, codificata dal gene NF2, che limita normalmente l'espressione del fattore di crescita EGFR sulla superficie cellulare, tramite interazioni con l'actina del citoscheletro.

## Clinica
Nella teca cranica, si sviluppano frequentemente a livello dell'angolo pontocerebellare, aderendo al ramo vestibolare dell'VIII nervo cranico (n. vestibolococleare). Nonostante dunque sia coinvolto uno solo dei due rami costituenti il nervo (l'altro è l'acustico), sono comunque noti col nome di neurinomi dell'acustico. Possono dare ipoacusia e tinniti.
In altre sedi durali, sono coinvolti perlopiù nervi sensoriali; se extradurali, si repertano in genere nei grossi tronchi nervosi, dove decorrono rami sensorî e motorî.

## Esami di laboratorio e strumentali
All'indagine immunoistochimica risulta positivo alla proteina S-100.

## Trattamento
La terapia è chirurgica, sono possibili recidive. Un altro possibile approccio terapeutico è la radiochirurgia stereotassica.